# 珠芽支柱蓼
珠芽支柱蓼（学名：Polygonum suffultoides）为蓼科蓼属下的一个种。